# Resolutie 1669 Veiligheidsraad Verenigde Naties
Resolutie 1669 van de Veiligheidsraad van de Verenigde Naties werd unaniem door de
VN-Veiligheidsraad aangenomen op 10 april 2006. De
resolutie liet toe dat tijdelijk militairen van de VN-operatie in
Burundi werden ingezet bij de vredesmacht in de Democratische Republiek Congo.

## Achtergrond
In 1994 braken in de Democratische Republiek Congo etnische onlusten uit die onder meer
werden veroorzaakt door de vluchtelingenstroom uit de buurlanden Rwanda en Burundi.
In 1997 beëindigden rebellen de lange dictatuur van Mobutu en werd
Kabila de nieuwe president.
In 1998 escaleerde de burgeroorlog toen andere rebellen Kabila probeerden te verjagen. Zij zagen zich
gesteund door Rwanda en Oeganda.
Toen hij in 2001 omkwam bij een mislukte staatsgreep werd hij opgevolgd door zijn zoon.
Onder buitenlandse druk werd afgesproken verkiezingen te houden die plaatsvonden in 2006 en gewonnen
werden door Kabila.
Intussen zijn nog steeds rebellen actief in het oosten van Congo en blijft de situatie er gespannen.

## Inhoud

### Waarnemingen
De Burundese bevolking werd nogmaals gefeliciteerd voor de succesvol voltooide overgangsperiode en de vreedzame
overdracht van de autoriteit aan een democratische regering. Toch werd de stabiliteit van het land en die in het
Grote Merengebied nog steeds bedreigd.
De mandaten van de ONUB-operatie en de MONUC-vredesmacht in Congo liepen
respectievelijk op 1 juli en 30 september af.

### Handelingen
De Veiligheidsraad besloot de secretaris-generaal te autoriseren
om tijdelijk, tot 1 juli, één infanteriebataljon, een militair ziekenhuis en 50 militaire waarnemers
van ONUB in te zetten bij MONUC.

## Verwante resoluties
- Resolutie 1653 Veiligheidsraad Verenigde Naties
- Resolutie 1654 Veiligheidsraad Verenigde Naties
- Resolutie 1671 Veiligheidsraad Verenigde Naties
- Resolutie 1693 Veiligheidsraad Verenigde Naties

Lijst ·  1652 ·  1653 ·  1654 ·  1655 ·  1656 ·  1657 ·  1658 ·  1659 ·  1660 ·  1661 ·  1662 ·  1663 ·  1664 ·  1665 ·  1666 ·  1667 ·  1668 ·  1669 ·  1670 ·  1671 ·  1672 ·  1673 ·  1674 ·  1675 ·  1676 ·  1677 ·  1678 ·  1679 ·  1680 ·  1681 ·  1682 ·  1683 ·  1684 ·  1685 ·  1686 ·  1687 ·  1688 ·  1689 ·  1690 ·  1691 ·  1692 ·  1693 ·  1694 ·  1695 ·  1696 ·  1697 ·  1698 ·  1699 ·  1700 ·  1701 ·  1702 ·  1703 ·  1704 ·  1705 ·  1706 ·  1707 ·  1708 ·  1709 ·  1710 ·  1711 ·  1712 ·  1713 ·  1714 ·  1715 ·  1716 ·  1717 ·  1718 ·  1719 ·  1720 ·  1721 ·  1722 ·  1723 ·  1724 ·  1725 ·  1726 ·  1727 ·  1728 ·  1729 ·  1730 ·  1731 ·  1732 ·  1733 ·  1734 ·  1735 ·  1736 ·  1737 ·  1738